# Auchentoshan
Auchentoshan ([ˌɒxənˈtɒʃən]; Schottisch-Gälisch Achadh an Oisein, übersetzt „Feld der Ecke“) ist eine Whiskybrennerei in Dalmuir im Distrikt West Dunbartonshire im Westen von Schottland.

## Geschichte
Die Brennerei wurde um 1800 von John Bulloch als Duntocher Distillery erbaut. Nach seinem Bankrott übernahm sein Sohn Archibald Bulloch 1822 die Destillerie, doch auch er musste schon 1826 Bankrott anmelden. Vermutlich ging aus der bestehenden Duntocher Distillery im Jahr 1823 die heutige Auchentoshan Brennerei hervor. Darüber, ob es sich bei der Auchentoshan-Brennerei tatsächlich um die frühere Duntocher Distillery handelt, herrscht in der Literatur keine Einigkeit. 1834 verkaufte die inzwischen gegründete Bulloch & Co Ltd. die Brennerei an John Hart und Alexander Filshie. 1875 wurde die Destillerie renoviert und 1878 an C.H. Curtis & Co. verkauft, welche sie 1900 an Alexander Ferguson & Co Ltd. veräußerten. Schon 1903 ging die Brennerei an George & John McLachlan Ltd., welche 1923 in McLachlans Ltd. umbenannt wurden. Im März 1941 wurde die Destillerie bei einem deutschen Fliegerangriff teilweise zerstört und erst nach dem Zweiten Weltkrieg wieder aufgebaut. Am 3. Februar 1948 wurde sie wieder in Betrieb genommen. In den 1960er Jahren übernahm J & R Tennent Ltd. den damaligen Eigentümer McLachlans Ltd., um schon 1964 selbst von Charingtons – welche ab 1967 Bass Charington hießen – geschluckt zu werden. 1969 wurde Auchentoshan an Eadie Cairns Ltd. verkauft, welche sie 1984 an Morrison Bowmore verkauften, womit sie letztendlich 1994 bei Beam Suntory landete. Heute ist sie eine der letzten in Betrieb befindlichen Brennereien in den Central Lowlands.

## Produktion
Das Wasser der Brennerei stammt aus den Kilpatrick Hills. Das verwendete Malz ist nur ganz leicht getorft. Die Brennerei verfügt über einen Maischbottich (mash tun) (6,825 l) aus Edelstahl und sieben Gärbottiche (wash backs) (je 35.000 l), davon drei aus Edelstahl und vier aus Douglasienholz. Destilliert wird in einer wash- (17.300 l), einer intermediate- (8.000 l) und einer spirit still (11.500 l). Ungewöhnlich für schottische Brennereien ist die Dreifachdestillation, der Alkoholgehalt des new makes liegt daher relativ hoch – bei etwa 80 bis 82 %. Vor dem Abfüllen in die Fässer wird er zunächst auf etwa 63,5 % reduziert, nach der Lagerung dann auf eine Trinkstärke von 40 %.

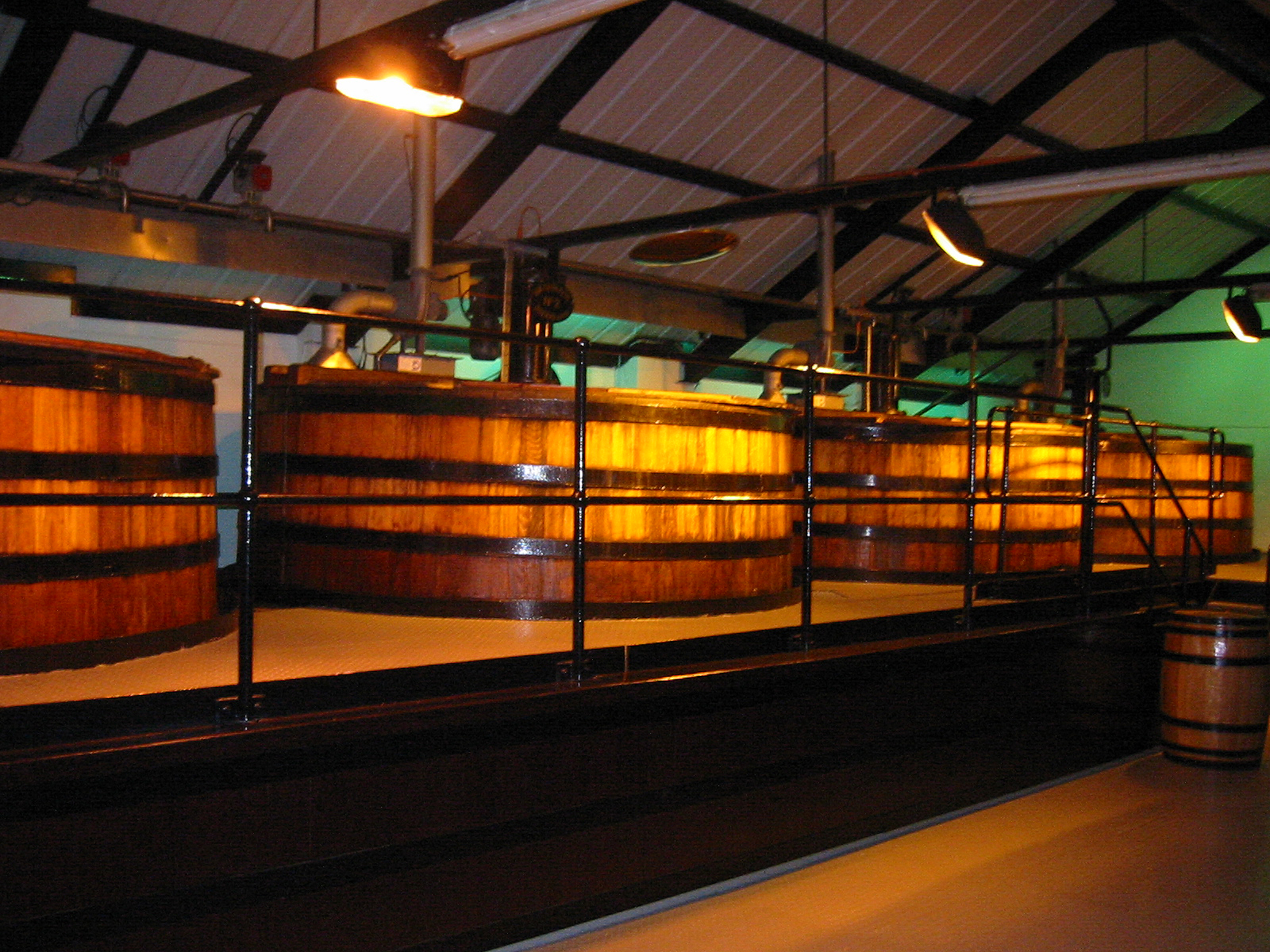
Gärbottiche
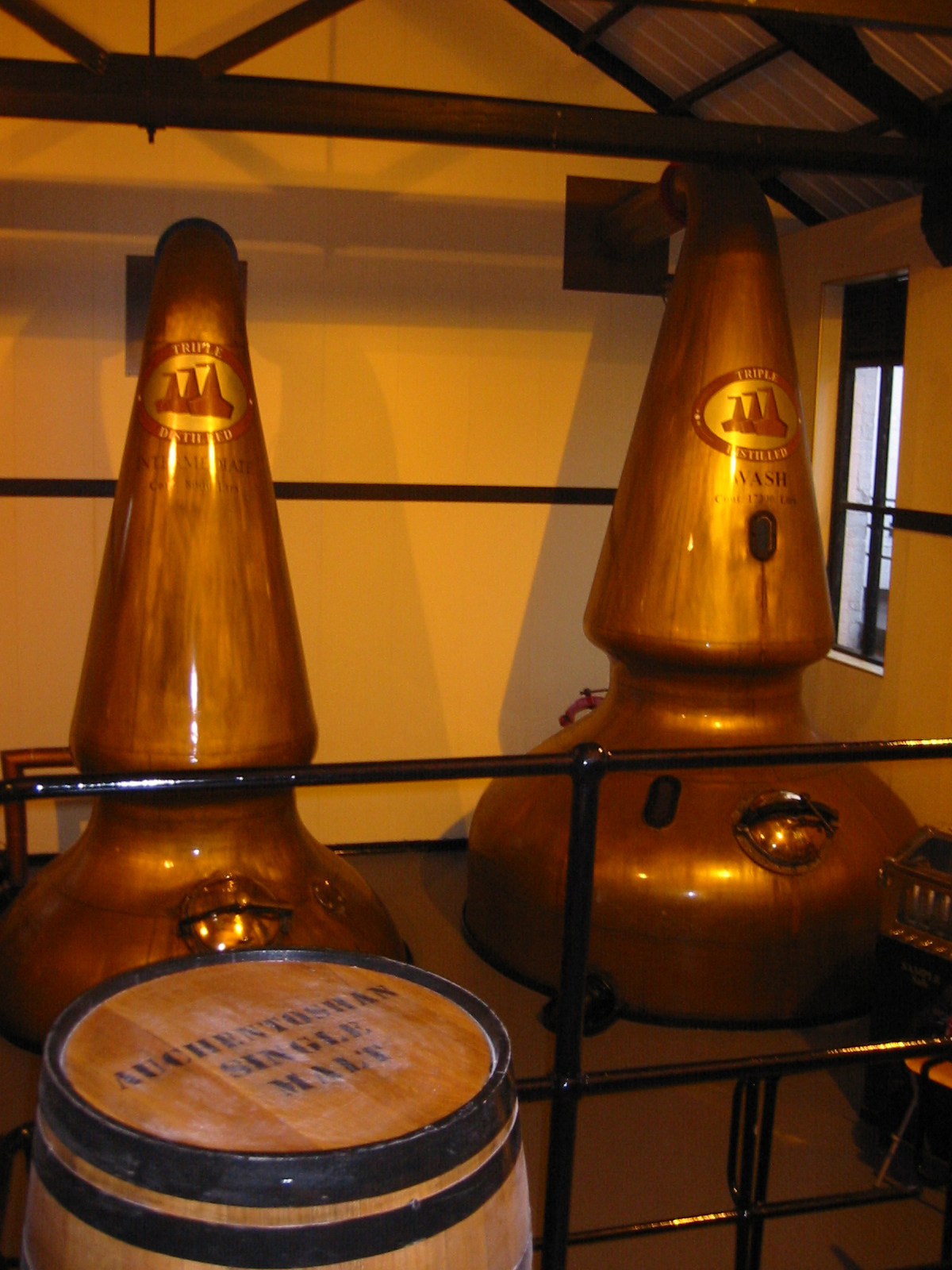
Die ersten beiden Destillationsgeräte
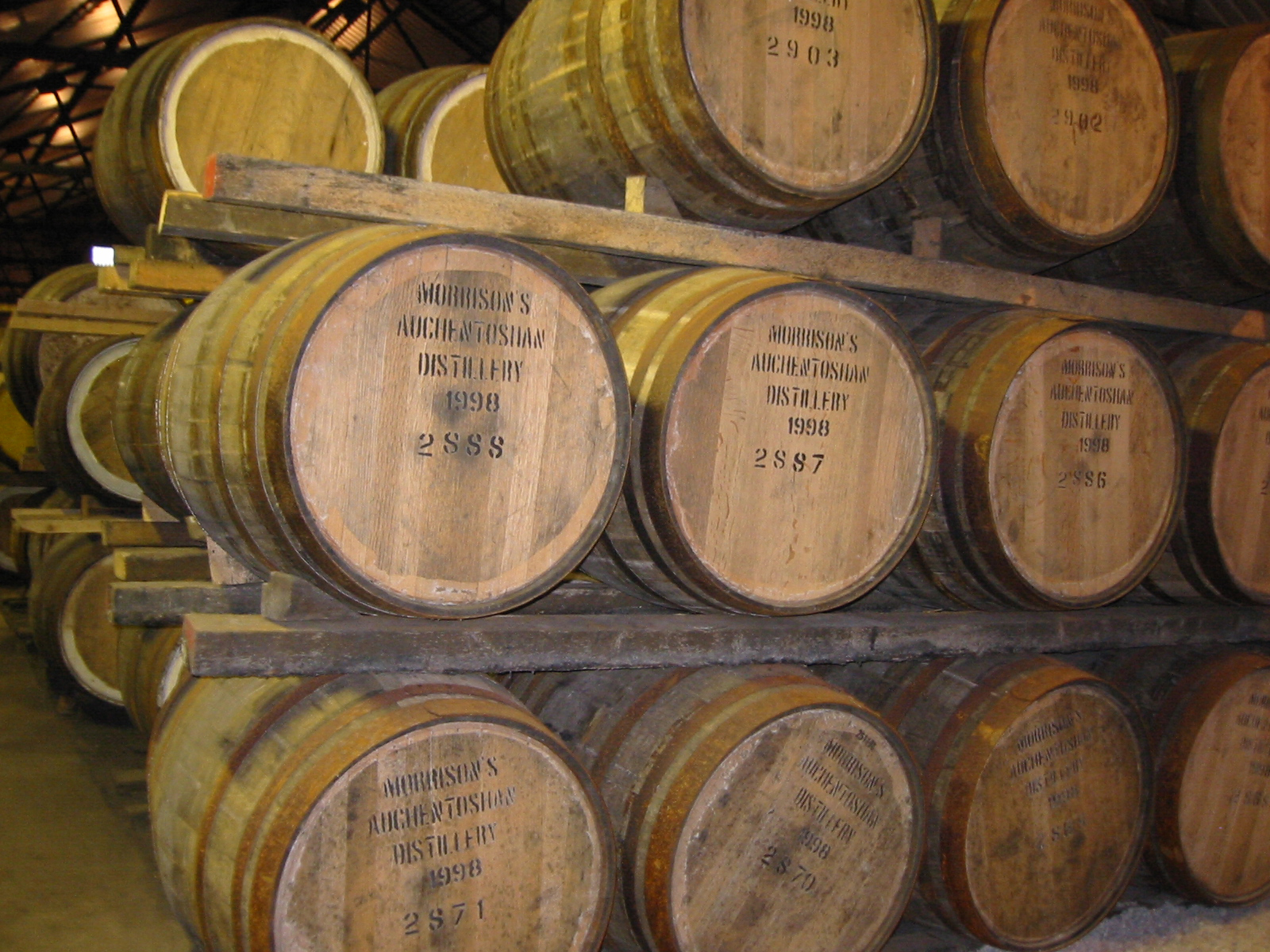
Fasslager
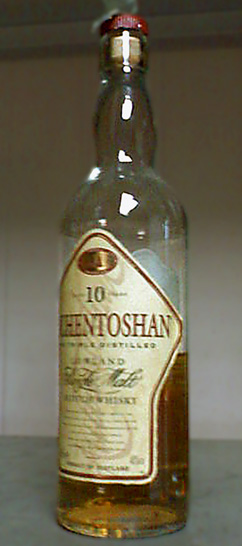
Flasche des zehnjährigen Auchentoshan
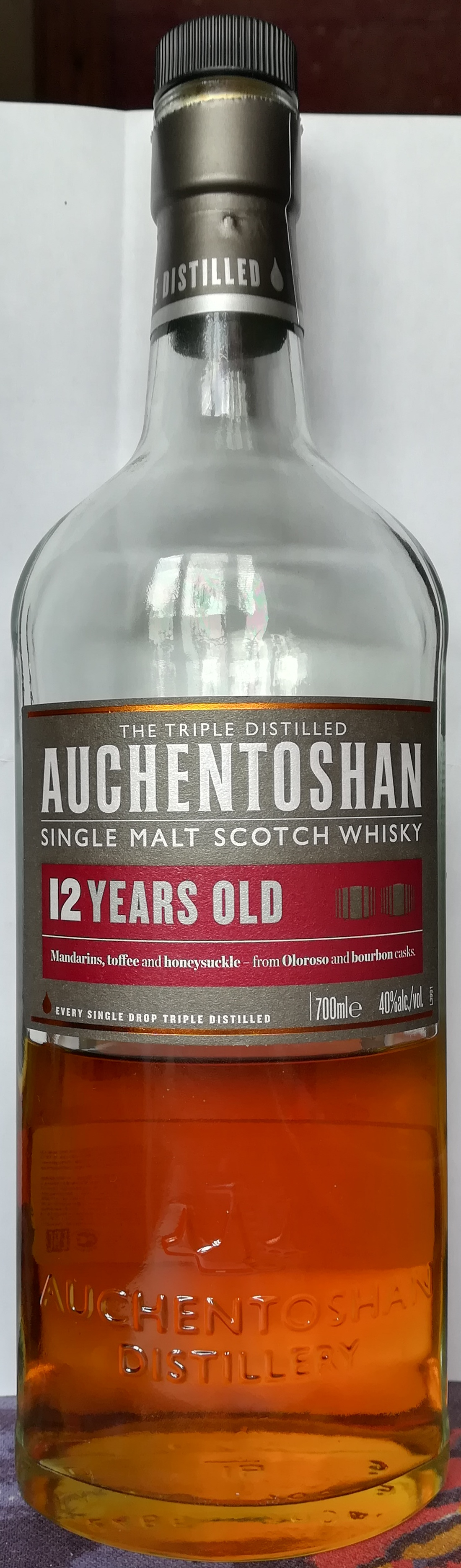
Auchentoshan 12

## Sorten
Die Whiskies der Brennerei werden derzeit (Stand Dezember 2019) in vier Sortimenten angeboten. Bei allen Sorten handelt es sich um Single Malt Scotch Whisky. Während das Sortiment der Core Range unverändert bleibt, wechseln insbesondere bei Travel Retail und Special Edition die angebotenen Sorten oft innerhalb weniger Jahre:
- Core Range (Kernsortiment): American Oak (ohne Altersangabe, gelagert in Bourbon-Fässern), 12 Year Old (12 Jahre gelagert, keine Angabe zur Art der Fässer), Three Wood (ohne Altersangabe, gelagert zunächst in Bourbon-Fässern, dann zweimal in Sherry-Fässern: Oloroso und Piedro-Ximenes. Die Dauer der jeweiligen Faßbelegung wird ebenfalls nicht angegeben.).

- Aged Range (besondere Altersstufen): Auchentoshan 18 Year Old und Auchentoshan 21 Year Old

- Travel Retail (erhältlich im Duty free): Dark Oak (in drei Faßsorten gelagert, wie Three Wood, jedoch aromatischer und mit dunklerer Farbe), American Oak Reserve (gelagert ausschließlich in first-fill Bourbon-Fässern) und Blood Oak (gelagert in Bourbon- und Rotwein-Fässern).

- Special Edition: Sauvignon Blanc (ohne Altersangabe, gelagert in Bourbon-Fässern, dann als Finish in Sauvignon-Fässern) und Bartender's Malt (ohne Altersangabe, eine Kombination verschiedener Fässer: Bourbon, Fässer aus amerikanischer, spanischer und deutscher Eiche sowie Rotwein- und Sherry-Fässern).

Frühere Abfüllungen beinhalten sowohl verschiedene Sorten von Faßausbau als auch besondere Jahrgänge:
- Auchentoshan Classic
- Auchentoshan Springwood
- Auchentoshan Heart Wood
- Auchentoshan Cooper's Reserve
- Auchentoshan Silveroak
- Auchentoshan Solera
- Auchentoshan 1957
- Auchentoshan Bordeaux Cask Matured 1999
- Auchentoshan Valinch
- Auchentoshan 1975
- Auchentoshan Sherry Cask Matured 1977
- Auchentoshan Finest Bourbon Matured 16 – auf 4800 Flaschen limitiert
- Auchentoshan 50 Year Old